# Liste des communes de la province de Valence
Liste des 266 communes de la province de Valence dans la Communauté valencienne (Espagne).

## Cartes

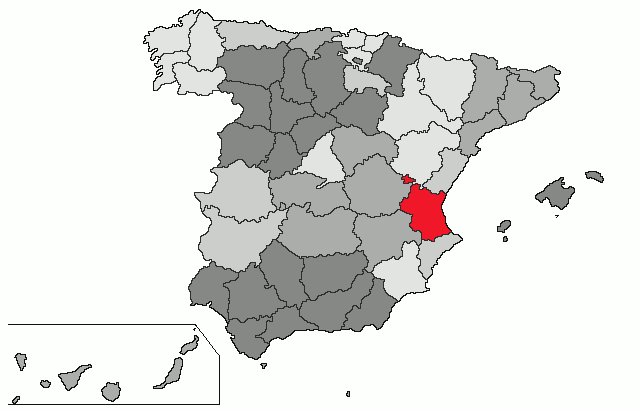
Situation de la province de Valence

Carte des communes de la province de Valence

## Liste des communes
| Nom officiel                | Nom castillan               | Nom valencien                      | Prédominance linguistique officielle | Comarque           | District Judiciaire | Superficie km² | Population 2005 | Population 2013 |
| --------------------------- | --------------------------- | ---------------------------------- | ------------------------------------ | ------------------ | ------------------- | -------------- | --------------- | --------------- |
| Ademuz                      | Ademuz                      | Ademús                             | castillan                            | Rincón de Ademuz   | Llíria              | 100,42         | 1 157           | 1 203           |
| Ador                        | Ador                        | Ador                               | valencien                            | Safor              | Gandia              | 13,81          | 1 385           | 1 416           |
| Agullent                    | Agullent                    | Agullent                           | valencien                            | Vall d'Albaida     | Ontinyent           | 16,24          | 2 319           | 2 428           |
| Aielo de Malferit           | Ayelo de Malferit           | Aielo de Malferit                  | valencien                            | Vall d'Albaida     | Ontinyent           | 26,74          | 4 387           | 4 638           |
| Aielo de Rugat              | Ayelo de Rugat              | Aielo de Rugat                     | valencien                            | Vall d'Albaida     | Ontinyent           | 7,83           | 209             | 174             |
| Alaquàs                     | Alacuás                     | Alaquàs                            | valencien                            | Horta Oest         | Torrent             | 3,90           | 29 695          | 30 273          |
| Albaida                     | Albaida                     | Albaida                            | valencien                            | Vall d'Albaida     | Ontinyent           | 35,41          | 6 264           | 6 078           |
| Albal                       | Albal                       | Albal                              | valencien                            | Horta Sud          | Catarroja           | 7,37           | 14 061          | 15 893          |
| Albalat de la Ribera        | Albalat de la Ribera        | Albalat de la Ribera               | valencien                            | Ribera Baixa       | Sueca               | 14,29          | 3 382           | 3 526           |
| Albalat dels Sorells        | Albalat dels Sorells        | Albalat dels Sorells               | valencien                            | Horta Nord         | Moncada             | 4,62           | 3 486           | 3 923           |
| Albalat dels Tarongers      | Albalat de Taronchers       | Albalat dels Tarongers             | valencien                            | Camp de Morvedre   | Sagunt              | 21,34          | 804             | 1 144           |
| Alberic                     | Alberique                   | Alberic                            | valencien                            | Ribera Alta        | Alzira              | 26,96          | 10 081          | 10 943          |
| Alborache                   | Alborache                   | Alboraig                           | castillan                            | Hoya de Buñol      | Chiva               | 27,33          | 989             | 1 238           |
| Alboraia / Alboraya         | Alboraya                    | Alboraia                           | valencien                            | Horta Nord         | Moncada             | 8,34           | 20 514          | 23 269          |
| Albuixech                   | Albuixech                   | Albuixec                           | valencien                            | Horta Nord         | Massamagrell        | 4,42           | 3 478           | 3 908           |
| Alcàntera de Xúquer         | Alcántara de Júcar          | Alcàntera de Xúquer                | valencien                            | Ribera Alta        | Alzira              | 3,33           | 1 374           | 1 370           |
| Alcàsser                    | Alcácer                     | Alcàsser                           | valencien                            | Horta Sud          | Picassent           | 9,01           | 8 351           | 9 520           |
| Alcublas                    | Alcublas                    | Les Alcubles                       | castillan                            | Los Serranos       | Llíria              | 43,51          | 796             | 743             |
| L'Alcúdia                   | Alcudia de Carlet           | L'Alcúdia                          | valencien                            | Ribera Alta        | Carlet              | 23,67          | 10 838          | 11 563          |
| L'Alcúdia de Crespins       | Alcudia de Crespins         | L'Alcúdia de Crespins              | valencien                            | Costera            | Xàtiva              | 5,17           | 4 933           | 5 319           |
| Aldaia                      | Aldaya                      | Aldaia                             | valencien                            | Horta Oest         | Torrent             | 16,05          | 27 028          | 31 028          |
| Alfafar                     | Alfafar                     | Alfafar                            | valencien                            | Horta Sud          | Catarroja           | 10,10          | 19 877          | 20 973          |
| Alfara de la Baronia        | Alfara de la Baronía        | Alfara de la Baronia               | valencien                            | Camp de Morvedre   | Sagunt              | 11,71          | 498             | 568             |
| Alfara del Patriarca        | Alfara del Patriarca        | Alfara del Patriarca               | valencien                            | Horta Nord         | Moncada             | 1,98           | 2 801           | 3 215           |
| Alfarp                      | Alfarp                      | Alfarb                             | valencien                            | Ribera Alta        | Picassent           | 20,58          | 1 369           | 1 550           |
| Alfarrasí                   | Alfarrasí                   | Alfarrasí ou Afarassí              | valencien                            | Vall d'Albaida     | Ontinyent           | 6,38           | 1 281           | 1 284           |
| Alfauir                     | Alfahuir                    | Alfauir                            | valencien                            | Safor              | Gandia              | 6,22           | 402             | 431             |
| Algar de Palancia           | Algar de Palancia           | Algar de Palància ou Algar         | valencien                            | Camp de Morvedre   | Sagunt              | 13,15          | 503             | 528             |
| Algemesí                    | Algemesí                    | Algemesí                           | valencien                            | Ribera Alta        | Alzira              | 41,48          | 26 740          | 28 000          |
| Algimia de Alfara           | Algimia de Alfara           | Algímia d'Alfara                   | valencien                            | Camp de Morvedre   | Sagunt              | 14,45          | 980             | 1 066           |
| Alginet                     | Alginet                     | Alginet                            | valencien                            | Ribera Alta        | Carlet              | 24,07          | 12 820          | 13 068          |
| Almàssera                   | Almácera                    | Almàssera                          | valencien                            | Horta Nord         | Moncada             | 2,74           | 6 737           | 7 285           |
| Almiserà                    | Almiserat                   | Almiserà                           | valencien                            | Safor              | Gandia              | 7,44           | 284             | 309             |
| Almoines                    | Almoines                    | Almoines                           | valencien                            | Safor              | Gandia              | 2,12           | 1 716           | 2 305           |
| Almussafes                  | Almusafes                   | Almussafes                         | valencien                            | Ribera Baixa       | Carlet              | 10,76          | 7 640           | 8 567           |
| Alpuente                    | Alpuente                    | Alpont                             | castillan                            | Los Serranos       | Llíria              | 138,33         | 864             | 724             |
| L'Alqueria de la Comtessa   | Alquería de la Condesa      | L'Alqueria de la Comtessa          | valencien                            | Safor              | Gandia              | 2,15           | 1 486           | 1 541           |
| Alzira                      | Alcira                      | Alzira                             | valencien                            | Ribera Alta        | Alzira              | 110,42         | 42 543          | 44 788          |
| Andilla                     | Andilla                     | Andilla                            | castillan                            | Los Serranos       | Llíria              | 142,78         | 348             | 380             |
| Anna                        | Anna                        | Anna                               | castillan                            | Canal de Navarrés  | Xàtiva              | 21,45          | 2 741           | 2 640           |
| Antella                     | Antella                     | Antella                            | valencien                            | Ribera Alta        | Alzira              | 17,57          | 1 500           | 1 382           |
| Aras de los Olmos           | Aras de los Olmos           | Ares d'Alpont                      | castillan                            | Los Serranos       | Llíria              | 76,04          | 391             | 403             |
| Atzeneta d'Albaida          | Adzaneta de Albaida         | Atzeneta d'Albaida                 | valencien                            | Vall d'Albaida     | Ontinyent           | 6,06           | 1 334           | 1 192           |
| Ayora                       | Ayora                       | Aiora                              | castillan                            | Valle de Cofrentes | Requena             | 446,58         | 5 513           | 5 457           |
| Barx                        | Bárig                       | Barx                               | valencien                            | Safor              | Gandia              | 16,10          | 1 379           | 1 333           |
| Barxeta                     | Barcheta                    | Barxeta                            | valencien                            | Costera            | Xàtiva              | 28,52          | 1 623           | 1 623           |
| Bèlgida                     | Bélgida                     | Bèlgida                            | valencien                            | Vall d'Albaida     | Ontinyent           | 17,26          | 708             | 714             |
| Bellreguard                 | Bellreguart                 | Bellreguard                        | valencien                            | Safor              | Ontinyent           | 2,85           | 3 991           | 4 765           |
| Bellús                      | Bellús                      | Bellús                             | valencien                            | Vall d'Albaida     | Ontinyent           | 9,54           | 385             | 343             |
| Benagéber                   | Benagéber                   | Benaixeve                          | castillan                            | Los Serranos       | Llíria              | 69,82          | 166             | 216             |
| Benaguasil                  | Benaguacil                  | Benaguasil                         | valencien                            | Camp de Túria      | Llíria              | 25,40          | 9 850           | 11 354          |
| Benavites                   | Benavites                   | Benavites                          | valencien                            | Camp de Morvedre   | Sagunt              | 4,27           | 636             | 636             |
| Beneixida                   | Benegida                    | Beneixida                          | valencien                            | Ribera Alta        | Alzira              | 3,20           | 636             | 683             |
| Benetússer                  | Benetúser                   | Benetússer                         | valencien                            | Horta Sud          | Catarroja           | 0,78           | 14 032          | 14 709          |
| Beniarjó                    | Beniarjó                    | Beniarjó                           | valencien                            | Safor              | Gandia              | 2,75           | 1 476           | 1 846           |
| Beniatjar                   | Beniatjar                   | Beniatjar                          | valencien                            | Vall d'Albaida     | Ontinyent           | 11,37          | 235             | 233             |
| Benicolet                   | Benicolet                   | Benicolet                          | valencien                            | Vall d'Albaida     | Ontinyent           | 11,29          | 539             | 681             |
| Benicull de Xúquer          | Benicull                    | Benicull de Xúquer                 | valencien                            | Ribera Baixa       | Sueca               | 3,50           | 831             | 1 014           |
| Benifaió                    | Benifayó                    | Benifaió                           | valencien                            | Ribera Alta        | Carlet              | 20,15          | 12 208          | 11 830          |
| Benifairó de la Valldigna   | Benifairó de la Valldigna   | Benifairó de la Valldigna          | valencien                            | Safor              | Sueca               | 20,20          | 1 708           | 1 655           |
| Benifairó de les Valls      | Benifairó de los Valles     | Benifairó de les Valls             | valencien                            | Camp de Morvedre   | Sagunt              | 4,35           | 1 909           | 2 245           |
| Beniflá                     | Beniflá                     | Beniflà                            | valencien                            | Safor              | Gandia              | 0,62           | 265             | 464             |
| Benigànim                   | Benigánim                   | Benigànim                          | valencien                            | Vall d'Albaida     | Ontinyent           | 33,44          | 5 813           | 6 232           |
| Benimodo                    | Benimodo                    | Benimodo                           | valencien                            | Ribera Alta        | Carlet              | 12,52          | 2 050           | 2 269           |
| Benimuslem                  | Benimuslem                  | Benimuslem                         | valencien                            | Ribera Alta        | Alzira              | 4,17           | 584             | 664             |
| Beniparrell                 | Beniparrell                 | Beniparrell                        | valencien                            | Horta Sud          | Picassent           | 3,68           | 1 808           | 1 937           |
| Benirredrà                  | Benirredrá                  | Benirredrà                         | valencien                            | Safor              | Gandia              | 0,39           | 1 539           | 1 679           |
| Benissanó                   | Benisanó                    | Benissanó                          | valencien                            | Camp de Túria      | Llíria              | 2,28           | 1 964           | 2 281           |
| Benissoda                   | Benisoda                    | Benissoda                          | valencien                            | Vall d'Albaida     | Ontinyent           | 4,04           | 327             | 428             |
| Benissuera                  | Benisuera                   | Benissuera                         | valencien                            | Vall d'Albaida     | Ontinyent           | 2,12           | 206             | 192             |
| Bétera                      | Bétera                      | Bétera                             | valencien                            | Camp de Túria      | Llíria              | 75,10          | 18 177          | 21 566          |
| Bicorp                      | Bicorp                      | Bicorb                             | castillan                            | Canal de Navarrés  | Xàtiva              | 136,50         | 643             | 549             |
| Bocairent                   | Bocairente                  | Bocairent                          | valencien                            | Vall d'Albaida     | Ontinyent           | 96,98          | 4 376           | 4 411           |
| Bolbaite                    | Bolbaite                    | Bolbait                            | castillan                            | Canal de Navarrés  | Xàtiva              | 40,39          | 1 452           | 1 397           |
| Bonrepòs i Mirambell        | Bonrepós y Mirambell        | Bonrepòs i Mirambell               | valencien                            | Horta Nord         | Moncada             | 1,05           | 2 732           | 3 497           |
| Bufali                      | Bufali                      | Bufali                             | valencien                            | Vall d'Albaida     | Ontinyent           | 3,19           | 199             | 177             |
| Bugarra                     | Bugarra                     | Bugarra                            | castillan                            | Los Serranos       | Llíria              | 40,31          | 852             | 811             |
| Buñol                       | Buñol                       | Bunyol                             | castillan                            | Hoya de Buñol      | Chiva               | 112,40         | 9 404           | 9 941           |
| Burjassot                   | Burjasot                    | Burjassot                          | valencien                            | Horta Nord         | Paterna             | 3,44           | 37 394          | 38 148          |
| Calles                      | Calles                      | Calles                             | castillan                            | Los Serranos       | Llíria              | 64,54          | 390             | 458             |
| Camporrobles                | Camporrobles                | Camporrobles                       | castillan                            | Requena-Utiel      | Requena             | 89,50          | 1 373           | 1 372           |
| Canals                      | Canals                      | Canals                             | valencien                            | Costera            | Xàtiva              | 21,86          | 13 635          | 12 104          |
| Canet d'En Berenguer        | Canet de Berenguer          | Canet d'En Berenguer               | valencien                            | Camp de Morvedre   | Sagunt              | 3,84           | 4 327           | 6 009           |
| Carcaixent                  | Carcagente                  | Carcaixent                         | valencien                            | Ribera Alta        | Alzira              | 59,25          | 21 299          | 20 590          |
| Càrcer                      | Cárcer                      | Càrcer                             | valencien                            | Ribera Alta        | Alzira              | 7,41           | 2 040           | 2 029           |
| Carlet                      | Carlet                      | Carlet                             | valencien                            | Ribera Alta        | Carlet              | 45,62          | 14 812          | 15 335          |
| Carrícola                   | Carrícola                   | Carrícola                          | valencien                            | Vall d'Albaida     | Ontinyent           | 4,60           | 81              | 105             |
| Casas Altas                 | Casas Altas                 | Cases Altes                        | castillan                            | Rincón de Ademuz   | Llíria              | 15,95          | 159             | 159             |
| Casas Bajas                 | Casas Bajas                 | Cases Baixes                       | castillan                            | Rincón de Ademuz   | Llíria              | 22,65          | 237             | 213             |
| Casinos                     | Casinos                     | Casinos                            | valencien                            | Camp de Túria      | Llíria              | 41,48          | 2 408           | 2 842           |
| Castelló de Rugat           | Castellón de Rugat          | Castelló de Rugat                  | valencien                            | Vall d'Albaida     | Ontinyent           | 19,02          | 2 350           | 2 328           |
| Castellonet de la Conquesta | Castellonet                 | Castellonet de la Conquesta        | valencien                            | Safor              | Gandia              | 5,43           | 168             | 152             |
| Castielfabib                | Castielfabib                | Castellfabib                       | castillan                            | Rincón de Ademuz   | Llíria              | 106,29         | 276             | 262             |
| Catadau                     | Catadau                     | Catadau                            | valencien                            | Ribera Alta        | Picassent           | 35,46          | 2 525           | 2 789           |
| Catarroja                   | Catarroja                   | Catarroja                          | valencien                            | Horta Sud          | Catarroja           | 13,04          | 23 895          | 27 654          |
| Caudete de las Fuentes      | Caudete de las Fuentes      | Caudete de las Fuentes             | castillan                            | Requena-Utiel      | Requena             | 34,60          | 783             | 692             |
| Cerdà                       | Cerdá                       | Cerdà                              | valencien                            | Costera            | Xàtiva              | 1,52           | 304             | 383             |
| Chella                      | Chella                      | Xella                              | castillan                            | Canal de Navarrés  | Xàtiva              | 43,49          | 2 666           | 2 752           |
| Chelva                      | Chelva                      | Xelva                              | castillan                            | Los Serranos       | Llíria              | 190,56         | 1 938           | 1 507           |
| Chera                       | Chera                       | Xera                               | castillan                            | Requena-Utiel      | Requena             | 49,70          | 499             | 549             |
| Cheste                      | Cheste                      | Xest                               | castillan                            | Hoya de Buñol      | Chiva               | 71,44          | 7 319           | 8 514           |
| Chiva                       | Chiva                       | Xiva                               | castillan                            | Hoya de Buñol      | Chiva               | 178,73         | 11 815          | 15 204          |
| Chulilla                    | Chulilla                    | Xulella                            | castillan                            | Los Serranos       | Llíria              | 61,78          | 799             | 699             |
| Cofrentes                   | Cofrentes                   | Cofrents                           | castillan                            | Valle de Cofrentes | Requena             | 103,18         | 951             | 1 029           |
| Corbera                     | Corbera                     | Corbera                            | valencien                            | Ribera Baixa       | Sueca               | 20,27          | 3 077           | 3 267           |
| Cortes de Pallás            | Cortes de Pallás            | Cortes de Pallars                  | castillan                            | Valle de Cofrentes | Requena             | 233,01         | 1 014           | 981             |
| Cotes                       | Cotes                       | Cotes                              | valencien                            | Ribera Alta        | Alzira              | 6,33           | 358             | 385             |
| Cullera                     | Cullera                     | Cullera                            | valencien                            | Ribera Baixa       | Sueca               | 53,82          | 23 261          | 22 292          |
| Daimús                      | Daimuz                      | Daimús                             | valencien                            | Safor              | Gandia              | 3,15           | 2 353           | 2 830           |
| Domeño                      | Domeño                      | Domenyo                            | castillan                            | Los Serranos       | Llíria              | 68,80          | 569             | 713             |
| Dos Aguas                   | Dos Aguas                   | Dosaigües                          | castillan                            | Hoya de Buñol      | Chiva               | 121,52         | 406             | 437             |
| L'Eliana                    | La Eliana                   | L'Eliana                           | valencien                            | Camp de Túria      | Llíria              | 8,77           | 15 666          | 17 527          |
| Emperador,                  | Emperador                   | Emperador                          | valencien                            | Horta Nord         | Moncada             | 0,03           | 295             | 661             |
| Enguera                     | Enguera                     | Ènguera                            | castillan                            | Canal de Navarrés  | Xàtiva              | 241,75         | 5 646           | 5 872           |
| L'Ènova                     | Énova                       | L'Ènova                            | valencien                            | Ribera Alta        | Alzira              | 7,67           | 995             | 954             |
| Estivella                   | Estivella                   | Estivella                          | valencien                            | Camp de Morvedre   | Sagunt              | 20,92          | 1 199           | 1 384           |
| Estubeny                    | Estubeny                    | Estubeny                           | valencien                            | Costera            | Xàtiva              | 6,42           | 166             | 129             |
| Faura                       | Faura                       | Faura                              | valencien                            | Camp de Morvedre   | Sagunt              | 1,64           | 2 959           | 3 513           |
| Favara                      | Favareta                    | Favara                             | valencien                            | Ribera Baixa       | Sueca               | 9,45           | 1 903           | 2 456           |
| Foios                       | Foyos                       | Foios                              | valencien                            | Horta Nord         | Moncada             | 6,48           | 6 193           | 7 078           |
| La Font de la Figuera       | Fuente la Higuera           | La Font de la Figuera              | valencien                            | Costera            | Xàtiva              | 84,34          | 2 121           | 2 150           |
| La Font d'en Carròs         | Fuente Encarroz             | La Font d'en Carròs                | valencien                            | Safor              | Gandia              | 9,90           | 3 576           | 4 055           |
| Fontanars dels Alforins     | Fontanares                  | Fontanars dels Alforins            | valencien                            | Vall d'Albaida     | Ontinyent           | 74,69          | 988             | 1 003           |
| Fortaleny                   | Fortaleny                   | Fortaleny                          | valencien                            | Ribera Baixa       | Sueca               | 4,57           | 997             | 1 026           |
| Fuenterrobles               | Fuenterrobles               | Fuenterrobles                      | castillan                            | Requena-Utiel      | Requena             | 49,45          | 752             | 712             |
| Gandia                      | Gandía                      | Gandia                             | valencien                            | Safor              | Gandia              | 60,83          | 71 429          | 78 543          |
| Gátova                      | Gátova                      | Gàtova                             | castillan                            | Camp de Túria      | Llíria              | 30,41          | 451             | 387             |
| Gavarda                     | Gabarda                     | Gavarda                            | valencien                            | Ribera Alta        | Alzira              | 7,83           | 1 171           | 1 146           |
| Genovés                     | Genovés                     | El Genovés                         | valencien                            | Costera            | Xàtiva              | 15,16          | 2 631           | 2 847           |
| Gestalgar                   | Gestalgar                   | Xestalgar                          | castillan                            | Los Serranos       | Llíria              | 69,73          | 699             | 681             |
| Gilet                       | Gilet                       | Gilet                              | valencien                            | Camp de Morvedre   | Sagunt              | 11,28          | 2 290           | 3 319           |
| Godella                     | Godella                     | Godella                            | valencien                            | Horta Nord         | Paterna             | 8,40           | 12 581          | 13 226          |
| Godelleta                   | Godelleta                   | Godelleta                          | castillan                            | Hoya de Buñol      | Chiva               | 37,45          | 2 728           | 3 441           |
| La Granja de la Costera     | La Granja de la Costera     | La Granja de la Costera            | valencien                            | Costera            | Xàtiva              | 0,83           | 351             | 382             |
| Guadasséquies               | Guadasequies                | Guadasséquies                      | valencien                            | Vall d'Albaida     | Ontinyent           | 3,26           | 386             | 457             |
| Guadassuar                  | Guadasuar                   | Guadassuar                         | valencien                            | Ribera Alta        | Alzira              | 35,29          | 5 703           | 6 013           |
| Guardamar de la Safor       | Guardamar de la Safor       | Guardamar de la Safor              | valencien                            | Safor              | Gandia              | 1,10           | 249             | 483             |
| Higueruelas                 | Higueruelas                 | Figueroles de Domenyo              | castillan                            | Los Serranos       | Llíria              | 18,80          | 522             | 512             |
| Jalance                     | Jalance                     | Xalans                             | castillan                            | Valle de Cofrentes | Requena             | 94,77          | 997             | 947             |
| Jarafuel                    | Jarafuel                    | Xarafull                           | castillan                            | Valle de Cofrentes | Requena             | 103,09         | 871             | 819             |
| Llanera de Ranes            | Llanera de Ranes            | Llanera de Ranes                   | valencien                            | Costera            | Xàtiva              | 9,27           | 1 056           | 1 098           |
| Llaurí                      | Llaurí                      | Llaurí                             | valencien                            | Ribera Baixa       | Sueca               | 13,63          | 1 229           | 1 318           |
| Llíria                      | Liria                       | Llíria                             | valencien                            | Camp de Túria      | Llíria              | 227,98         | 20 224          | 23 576          |
| Llocnou d'en Fenollet       | Lugar Nuevo de Fenollet     | Llocnou d'en Fenollet              | valencien                            | Costera            | Xàtiva              | 1,53           | 832             | 928             |
| Llocnou de la Corona        | Lugar Nuevo de la Corona    | Llocnou de la Corona               | valencien                            | Horta Sud          | Catarroja           | 0,04           | 79              | 151             |
| Llocnou de Sant Jeroni      | Lugar Nuevo de San Jerónimo | Llocnou de Sant Jeroni             | valencien                            | Safor              | Gandia              | 6,47           | 577             | 555             |
| Llombai                     | Llombay                     | Llombai                            | valencien                            | Ribera Alta        | Picassent           | 55,57          | 2 329           | 2 780           |
| La Llosa de Ranes           | Llosa de Ranes              | La Llosa de Ranes                  | valencien                            | Costera            | Xàtiva              | 7,13           | 3 712           | 3 721           |
| Llutxent                    | Luchente                    | Llutxent                           | valencien                            | Vall d'Albaida     | Ontinyent           | 40,12          | 2 526           | 2 491           |
| Loriguilla                  | Loriguilla                  | Loriguilla                         | castillan                            | Camp de Túria      | Llíria              | 72,42          | 1 202           | 1 852           |
| Losa del Obispo             | Losa del Obispo             | La Llosa del Bisbe                 | castillan                            | Los Serranos       | Llíria              | 12,17          | 504             | 571             |
| Macastre                    | Macastre                    | Macastre                           | castillan                            | Hoya de Buñol      | Chiva               | 37,66          | 1 162           | 1 208           |
| Manises                     | Manises                     | Manises                            | valencien                            | Horta Oest         | Quart de Poblet     | 19,65          | 28 866          | 31 057          |
| Manuel                      | Manuel                      | Manuel                             | valencien                            | Ribera Alta        | Alzira              | 6,05           | 2 506           | 2 562           |
| Marines                     | Marines                     | Marines                            | castillan                            | Camp de Túria      | Llíria              | 35,72          | 1 498           | 1 843           |
| Massalavés                  | Masalavés                   | Massalavés                         | valencien                            | Ribera Alta        | Alzira              | 7,48           | 1 563           | 1 649           |
| Massalfassar                | Masalfasar                  | Massalfassar                       | valencien                            | Horta Nord         | Massamagrell        | 2,53           | 1 321           | 2 411           |
| Massamagrell                | Masamagrell                 | Massamagrell                       | valencien                            | Horta Nord         | Massamagrell        | 6,16           | 14 144          | 15 628          |
| Massanassa                  | Masanasa                    | Massanassa                         | valencien                            | Horta Sud          | Catarroja           | 5,59           | 7 919           | 8 888           |
| Meliana                     | Meliana                     | Meliana                            | valencien                            | Horta Nord         | Moncada             | 4,73           | 9 512           | 10 661          |
| Millares                    | Millares                    | Millars                            | castillan                            | Canal de Navarrés  | Requena             | 105,51         | 546             | 401             |
| Miramar                     | Miramar                     | Miramar                            | valencien                            | Safor              | Gandia              | 2,56           | 1 781           | 2 597           |
| Mislata                     | Mislata                     | Mislata                            | valencien                            | Horta Oest         | Mislata             | 2,06           | 42 927          | 43 775          |
| Moixent / Mogente           | Mogente                     | Moixent                            | valencien                            | Costera            | Xàtiva              | 150,23         | 4 542           | 4 697           |
| Moncada                     | Moncada                     | Montcada                           | valencien                            | Horta Nord         | Moncada             | 15,83          | 20 581          | 21 930          |
| Montserrat                  | Monserrat                   | Montserrat ou Montserrat d'Alcalà  | valencien                            | Ribera Alta        | Picassent           | 45,58          | 4 523           | 7 301           |
| Montaverner                 | Montaberner                 | Montaverner                        | valencien                            | Vall d'Albaida     | Ontinyent           | 7,40           | 1 763           | 1 800           |
| Montesa                     | Montesa                     | Montesa                            | valencien                            | Costera            | Xàtiva              | 48,11          | 1 414           | 1 333           |
| Montitxelvo / Montichelvo   | Montichelvo                 | Montitxelvo                        | valencien                            | Vall d'Albaida     | Ontinyent           | 8,16           | 660             | 666             |
| Montroi / Montroy           | Montroy                     | Montroi                            | valencien                            | Ribera Alta        | Picassent           | 31,39          | 1 915           | 2 923           |
| Museros                     | Museros                     | Museros                            | valencien                            | Horta Nord         | Massamagrell        | 12,45          | 4 567           | 6 292           |
| Náquera                     | Náquera                     | Nàquera                            | valencien                            | Camp de Túria      | Llíria              | 38,71          | 4 143           | 6 051           |
| Navarrés                    | Navarrés                    | Navarrés                           | castillan                            | Canal de Navarrés  | Xàtiva              | 47,04          | 2 969           | 3 322           |
| Novetlè / Novelé            | Novelé                      | Novetlè                            | valencien                            | Costera            | Xàtiva              | 1,47           | 715             | 879             |
| Oliva                       | Oliva                       | Oliva                              | valencien                            | Safor              | Gandia              | 59,93          | 25 318          | 27 787          |
| L'Olleria                   | Ollería                     | L'Olleria                          | valencien                            | Vall d'Albaida     | Ontinyent           | 32,22          | 7 887           | 8 597           |
| Olocau                      | Olocau                      | Olocau ou Olocau de Carraixet      | valencien                            | Camp de Túria      | Llíria              | 37,40          | 1 195           | 1 630           |
| Ontinyent                   | Onteniente                  | Ontinyent                          | valencien                            | Vall d'Albaida     | Ontinyent           | 125,43         | 35 517          | 36 974          |
| Otos                        | Otos                        | Otos                               | valencien                            | Vall d'Albaida     | Ontinyent           | 11,07          | 515             | 466             |
| Paiporta                    | Paiporta                    | Paiporta                           | valencien                            | Horta Sud          | Torrent             | 3,93           | 21 341          | 24 787          |
| Palma de Gandía             | Palma de Gandía             | Palma de Gandia                    | valencien                            | Safor              | Gandia              | 13,92          | 1 675           | 1 807           |
| Palmera                     | Palmera                     | Palmera                            | valencien                            | Safor              | Gandia              | 0,98           | 656             | 1 003           |
| El Palomar                  | Palomar                     | El Palomar                         | valencien                            | Vall d'Albaida     | Ontinyent           | 7,76           | 523             | 598             |
| Paterna                     | Paterna                     | Paterna                            | valencien                            | Horta Oest         | Paterna             | 35,85          | 54 560          | 67 159          |
| Pedralba                    | Pedralba                    | Pedralba                           | castillan                            | Los Serranos       | Llíria              | 58,85          | 2 492           | 2 957           |
| Petrés                      | Petrés                      | Petrés                             | valencien                            | Camp de Morvedre   | Sagunt              | 1,87           | 891             | 1 007           |
| Picanya                     | Picaña                      | Picanya                            | valencien                            | Horta Oest         | Torrent             | 7,12           | 10 057          | 11 223          |
| Picassent                   | Picasent                    | Picassent                          | valencien                            | Horta Sud          | Picassent           | 85,79          | 17 375          | 20 420          |
| Piles                       | Piles                       | Piles ou Piles de Mar              | valencien                            | Safor              | Gandia              | 3,94           | 2 446           | 2 801           |
| Pinet                       | Pinet                       | Pinet                              | valencien                            | Vall d'Albaida     | Ontinyent           | 11,89          | 185             | 173             |
| La Pobla de Farnals         | Puebla de Farnals           | La Pobla de Farnals                | valencien                            | Horta Nord         | Massamagrell        | 3,61           | 6 191           | 7 483           |
| La Pobla de Vallbona        | Puebla de Vallbona          | La Pobla de Vallbona               | valencien                            | Camp de Túria      | Llíria              | 33,10          | 17 114          | 22 499          |
| La Pobla del Duc            | Puebla del Duc              | La Pobla del Duc                   | valencien                            | Vall d'Albaida     | Ontinyent           | 18,87          | 2 645           | 2 500           |
| La Pobla Llarga             | Puebla Larga                | La Pobla Llarga                    | valencien                            | Ribera Alta        | Alzira              | 10,09          | 4 451           | 4 563           |
| Polinyà de Xúquer           | Poliñá de Júcar             | Polinyà de Xúquer                  | valencien                            | Ribera Baixa       | Sueca               | 9,18           | 2 244           | 2 569           |
| Potries                     | Potríes                     | Potries                            | valencien                            | Safor              | Gandia              | 3,07           | 921             | 1 002           |
| Puçol                       | Puzol                       | Puçol                              | valencien                            | Horta Nord         | Massamagrell        | 18,06          | 16 531          | 19 320          |
| Puebla de San Miguel        | Puebla de San Miguel        | La Pobla de Sant Miquel            | castillan                            | Rincón de Ademuz   | Llíria              | 63,58          | 69              | 75              |
| El Puig de Santa Maria      | El Puig                     | El Puig de Santa Maria             | valencien                            | Horta Nord         | Massamagrell        | 26,83          | 7 889           | 8 943           |
| Quart de les Valls          | Cuart de les Valls          | Quart de les Valls                 | valencien                            | Camp de Morvedre   | Sagunt              | 8,43           | 1 092           | 1 080           |
| Quart de Poblet             | Cuart de Poblet             | Quart de Poblet                    | valencien                            | Horta Oest         | Quart de Poblet     | 19,64          | 25 509          | 25 174          |
| Quartell                    | Cuartell                    | Quartell                           | valencien                            | Camp de Morvedre   | Sagunt              | 3,18           | 1 410           | 1 545           |
| Quatretonda                 | Cuatretonda                 | Quatretonda                        | valencien                            | Vall d'Albaida     | Ontinyent           | 43,55          | 2 540           | 2 420           |
| Quesa                       | Quesa                       | Quesa                              | castillan                            | Canal de Navarrés  | Xàtiva              | 73,16          | 741             | 718             |
| Rafelbunyol                 | Rafelbuñol                  | Rafelbunyol                        | valencien                            | Horta Nord         | Massamagrell        | 4,20           | 6 580           | 8 855           |
| Rafelcofer                  | Rafelcofer                  | Rafelcofer                         | valencien                            | Safor              | Gandia              | 2,03           | 1 405           | 1 450           |
| Rafelguaraf                 | Rafelguaraf                 | Rafelguaraf                        | valencien                            | Ribera Alta        | Alzira              | 16,26          | 2 413           | 2 476           |
| Ráfol de Salem              | Ráfol de Salem              | El Ràfol de Salem                  | valencien                            | Vall d'Albaida     | Ontinyent           | 4,33           | 391             | 439             |
| Real,                       | Real                        | Real                               | valencien                            | Ribera Alta        | Picassent           | 18,32          | 2 114           | 2 330           |
| Real de Gandía              | Real de Gandía              | El Real de Gandia                  | valencien                            | Safor              | Gandia              | 6,07           | 1 968           | 2 277           |
| Requena                     | Requena                     | Requena                            | castillan                            | Requena-Utiel      | Requena             | 814,21         | 20 046          | 21 066          |
| Riba-roja de Túria          | Ribarroja del Turia         | Riba-roja de Túria                 | valencien                            | Camp de Túria      | Llíria              | 57,49          | 17 251          | 21 520          |
| Riola                       | Riola                       | Riola                              | valencien                            | Ribera Baixa       | Sueca               | 5,59           | 1 734           | 1 842           |
| Rocafort                    | Rocafort                    | Rocafort ou Rocafort de Campolivar | valencien                            | Horta Nord         | Moncada             | 2,34           | 6 088           | 6 841           |
| Rotglà i Corberà            | Rotglá y Corbera            | Rotglà i Corberà                   | valencien                            | Costera            | Xàtiva              | 6,26           | 1 018           | 1 135           |
| Rótova                      | Rótova                      | Ròtova                             | valencien                            | Safor              | Gandia              | 7,66           | 1 275           | 1 275           |
| Rugat                       | Rugat                       | Rugat                              | valencien                            | Vall d'Albaida     | Ontinyent           | 3,20           | 186             | 189             |
| Sagunt / Sagunto (Sagonte)  | Sagunto                     | Sagunt                             | valencien                            | Camp de Morvedre   | Sagunt              | 132,36         | 61 823          | 65 190          |
| Salem                       | Salem                       | Salem                              | valencien                            | Vall d'Albaida     | Ontinyent           | 8,61           | 478             | 441             |
| San Antonio de Benagéber    | San Antonio de Benagéber    | Sant Antoni de Benaixeve           | valencien                            | Camp de Túria      | Paterna             | 8,74           | 4 356           | 7 332           |
| Sant Joanet                 | San Juan de Énova           | Sant Joanet                        | valencien                            | Ribera Alta        | Alzira              | 1,86           | 396             | 487             |
| Sedaví                      | Sedaví                      | Sedaví                             | valencien                            | Horta Sud          | Catarroja           | 1,83           | 8 991           | 10 201          |
| Segart                      | Segart                      | Segart                             | valencien                            | Camp de Morvedre   | Sagunt              | 6,64           | 156             | 180             |
| Sellent                     | Sellent                     | Sellent ou Sallent de Xàtiva       | valencien                            | Ribera Alta        | Alzira              | 14,01          | 484             | 371             |
| Sempere                     | Sempere                     | Sempere ou Sant Pere d'Albaida     | valencien                            | Vall d'Albaida     | Ontinyent           | 3,83           | 38              | 43              |
| Senyera                     | Señera                      | Senyera                            | valencien                            | Ribera Alta        | Alzira              | 2,03           | 1 045           | 1 169           |
| Serra                       | Serra                       | Serra ou Serra de Portaceli        | valencien                            | Camp de Túria      | Llíria              | 57,29          | 2 478           | 3 313           |
| Siete Aguas                 | Siete Aguas                 | Setaigües                          | castillan                            | Hoya de Buñol      | Requena             | 110,59         | 1 239           | 1 421           |
| Silla                       | Silla                       | Silla                              | valencien                            | Horta Sud          | Carlet              | 25,03          | 17 546          | 18 834          |
| Simat de la Valldigna       | Simat de Valldigna          | Simat de la Valldigna              | valencien                            | Safor              | Sueca               | 38,49          | 3 228           | 3 672           |
| Sinarcas                    | Sinarcas                    | Sinarques                          | castillan                            | Requena-Utiel      | Requena             | 102,46         | 1 234           | 1 141           |
| Sollana                     | Sollana                     | Sollana                            | valencien                            | Ribera Baixa       | Sueca               | 39,23          | 4 519           | 4 978           |
| Sot de Chera                | Sot de Chera                | Sot de Xera                        | castillan                            | Los Serranos       | Llíria              | 38,75          | 392             | 384             |
| Sueca                       | Sueca                       | Sueca                              | valencien                            | Ribera Baixa       | Sueca               | 92,52          | 27 253          | 28 961          |
| Sumacàrcer                  | Sumacárcel                  | Sumacàrcer                         | valencien                            | Ribera Alta        | Alzira              | 20,09          | 1 300           | 1 252           |
| Tavernes Blanques           | Tabernes Blanques           | Tavernes Blanques                  | valencien                            | Horta Nord         | Moncada             | 0,74           | 9 186           | 9 296           |
| Tavernes de la Valldigna    | Tabernes de Valldigna       | Tavernes de la Valldigna           | valencien                            | Safor              | Sueca               | 49,23          | 17 675          | 17 916          |
| Teresa de Cofrentes         | Teresa de Cofrentes         | Teresa de Cofrents                 | castillan                            | Valle de Cofrentes | Requena             | 110,80         | 672             | 662             |
| Terrateig                   | Terrateig                   | Terrateig                          | valencien                            | Vall d'Albaida     | Ontinyent           | 6,32           | 348             | 310             |
| Titaguas                    | Titaguas                    | Titaigües                          | castillan                            | Los Serranos       | Llíria              | 63,21          | 522             | 516             |
| Torrebaja                   | Torrebaja                   | Torre Baixa                        | castillan                            | Rincón de Ademuz   | Llíria              | 4,72           | 427             | 445             |
| Torrella                    | Torrella                    | Torrella ou Torrella de la Costera | valencien                            | Costera            | Xàtiva              | 1,14           | 165             | 152             |
| Torrent                     | Torrente                    | Torrent                            | valencien                            | Horta Oest         | Torrent             | 69,32          | 72 660          | 80 759          |
| Torres Torres               | Torres Torres               | Torres Torres                      | valencien                            | Camp de Morvedre   | Sagunt              | 11,77          | 509             | 631             |
| Tous                        | Tous                        | Tous                               | castillan                            | Ribera Alta        | Alzira              | 127,52         | 1 116           | 1 314           |
| Tuéjar                      | Tuéjar                      | Toixa                              | castillan                            | Los Serranos       | Llíria              | 121,92         | 1 225           | 1 161           |
| Turís                       | Turís                       | Torís                              | valencien                            | Ribera Alta        | Chiva               | 80,51          | 5 556           | 6 678           |
| Utiel                       | Utiel                       | Utiel                              | castillan                            | Requena-Utiel      | Requena             | 236,91         | 11 899          | 12 311          |
| Valencia (Valence)          | Valencia                    | València                           | valencien                            | Valence            | Valence             | 134,63         | 796 549         | 792 303         |
| Vallada                     | Vallada                     | Vallada                            | valencien                            | Costera            | Xàtiva              | 61,50          | 3 329           | 3 169           |
| Vallanca                    | Vallanca                    | Vallanca                           | castillan                            | Rincón de Ademuz   | Llíria              | 56,61          | 180             | 159             |
| Vallés                      | Vallés                      | Vallés ou Vallés de la Costera     | valencien                            | Costera            | Xàtiva              | 1,24           | 92              | 161             |
| Venta del Moro              | Venta del Moro              | Venta del Moro                     | castillan                            | Requena-Utiel      | Requena             | 272,59         | 1 413           | 1 427           |
| Vilamarxant                 | Villamarchante              | Vilamarxant                        | valencien                            | Camp de Túria      | Llíria              | 71,08          | 7 152           | 9 414           |
| Vilallonga / Villalonga     | Villalonga                  | Vilallonga                         | valencien                            | Safor              | Gandia              | 43,32          | 3 999           | 4 563           |
| Villanueva de Castellón     | Villanueva de Castellón     | Castelló de la Ribera              | valencien                            | Ribera Alta        | Alzira              | 20,30          | 7 280           | 7 458           |
| Villar del Arzobispo        | Villar del Arzobispo        | El Villar                          | castillan                            | Los Serranos       | Llíria              | 40,70          | 3 673           | 3 726           |
| Villargordo del Cabriel     | Villargordo del Cabriel     | Villargordo del Cabriol            | castillan                            | Requena-Utiel      | Requena             | 71,61          | 699             | 654             |
| Vinalesa                    | Vinalesa                    | Vinalesa                           | valencien                            | Horta Nord         | Moncada             | 1,53           | 2 592           | 3 244           |
| Xàtiva                      | Játiva                      | Xàtiva                             | valencien                            | Costera            | Xàtiva              | 76,56          | 28 222          | 29 400          |
| Xeraco                      | Jaraco                      | Xeraco                             | valencien                            | Safor              | Gandia              | 20,22          | 5 643           | 6 251           |
| Xeresa                      | Jeresa                      | Xeresa                             | valencien                            | Safor              | Gandia              | 16,85          | 2 002           | 2 268           |
| Xirivella                   | Chirivella                  | Xirivella                          | valencien                            | Horta Oest         | Mislata             | 5,15           | 29 311          | 29 796          |
| Yátova                      | Yátova                      | Iàtova                             | castillan                            | Hoya de Buñol      | Chiva               | 120,25         | 1 999           | 2 153           |
| La Yesa                     | La Yesa                     | La Iessa                           | castillan                            | Los Serranos       | Llíria              | 84,68          | 251             | 254             |
| Zarra                       | Zarra                       | Zarra                              | castillan                            | Valle de Cofrentes | Requena             | 49,72          | 472             | 529             |
| Total                       | Total                       | Total                              | Total                                | Total              | Total               | 10 806,09      | 2 416 628       | 2 566 474       |

### Sources et bibliographie
- (es) Instituto Nacional de Estadistica
  - (es) Instituto Nacional de Estadistica, « Superficie, population (données non corrigées), densité : province de Valencia/València », sur www.ine.es (consulté le 16 juillet 2014) 
  - (es) Instituto Nacional de Estadistica, « Données officielles de population résultant de la révision du recensement municipal au 1er janvier 2013 : province de Valencia/València (données de population corrigées) », sur www.ine.es, 1er janvier 2013 (consulté le 16 juillet 2014)
- (es) Varaciones de los municipios de España desde 1842, Ministerio de administraciones públicas, octobre 2008, 364 p. (lire en ligne) [PDF]
- (ca + es) Llei 4/1983, de 23 de novembre, d'ús i ensenyament del valencia., Presidencia de la Generalitat, 23 novembre 1983, 14 p. (lire en ligne) [PDF]
- (ca) « El País Valencià avança en la normalització toponímica », El Punt Avui,‎ 10 septembre 2013 (lire en ligne, consulté le 30 septembre 2014)

 : document utilisé comme source pour la rédaction de cet article.